# XvYCC

xvYCC 또는 확장 색역 YCbCr은 텔레비전 수상기의 비디오 전자 장치에서 sRGB 색 공간의 1.8배에 달하는 색역을 지원하는 데 사용할 수 있는 색 공간이다. xvYCC는 소니그룹이 제안했으며, IEC에 의해 2005년 10월에 규정되었고 2006년 1월에 IEC 61966-2-4로 발표되었다. xvYCC는 오버레인지 값을 정의하여 ITU-R BT.709 톤 곡선을 확장한다.
xvYCC로 인코딩된 비디오는 BT.709와 동일한 색상 기본 색과 백색점을 유지하며, BT.601 또는 BT.709 RGB-to-YCC 변환 매트릭스와 인코딩을 사용한다. 이를 통해 기존의 디지털 제한 범위 YCC 데이터 경로를 통해 이동할 수 있으며, 일반 색역 내의 모든 색상은 호환된다. 이는 음의 RGB 입력을 허용하고 출력 색차를 확장함으로써 작동한다. 이는 방송 안전 수준에서 사용되는 RGB 값보다 YCbCr 신호에서 인코딩할 수 있는 RGB 값의 더 큰 부분을 사용하여 더 채도 높은 색상을 인코딩하는 데 사용된다. 색역 외 색상은 기본 기술이 표준 기본 색상에 의해 제한되지 않는 장치에 의해 표시될 수 있다.
2006년 정보 디스플레이 학회에서 발표한 논문에서 저자들은 먼셀 색 캐스케이드(마이클 포인터 색역이라고도 함)의 769가지 색상을 BT.709 공간과 xvYCC 공간에 매핑했다. 먼셀 색상의 약 55%는 sRGB 색역에 매핑될 수 있었지만, 이들 색상의 100%는 xvYCC 색역 내에 매핑된다. 더 깊은 색조를 생성할 수 있다. 예를 들어, 반대되는 기본색(빨간색)에 음의 계수를 부여하여 더 깊은 시안을 생성할 수 있다. xvYCC601 및 xvYCC709 색도 측정의 양자화 범위는 항상 제한 범위이다.

## 배경
카메라 및 디스플레이 기술은 CIE 색도 다이어그램에 따라 더 뚜렷하고 간격이 넓은 기본색으로 발전하고 있다. 기본색이 더 분리된 디스플레이는 더 큰 색역의 표시 가능한 색상을 허용하지만, 더 큰 색역 색 공간을 사용하려면 색상 데이터를 사용할 수 있어야 한다. xvYCC는 기존 BT.709 YCbCr 방송 신호와 역호환되는 확장 색역 색 공간으로, 신호의 사용되지 않는 데이터 부분을 활용한다.
BT.709 YCbCr 신호는 방송 목적을 위해 부과된 제한인 사용되지 않는 코드 공간을 가지고 있다. 특히 8비트 데이터 인코딩에 사용할 수 있는 0-255 디지털 값 중 Cb/Cr 채널에는 16-240만 사용된다. xvYCC는 Cb/Cr 채널에서 1-15 및 241-254 코드 값을 사용하여 색역 확장을 위해 이 신호 부분을 사용하여 확장 색역 색상 데이터를 저장한다.

## 정의
xvYCC는 색도 값을 1-254 (즉, -0.567–0.567의 원시 값)로 확장하는 반면, 루마(Y) 값 범위는 Rec. 709와 동일하게 16-235로 유지한다(슈퍼화이트가 지원될 수도 있지만). 먼저 OETF(H.273에 따라 원래 지정된 H.264 수정본에 따른 전송 특성 11)는 음의 R'G'B' 입력을 허용하도록 확장되어 다음과 같이 된다.
{\displaystyle V={\begin{cases}-1.099(-L)^{0.45}+0.099&L\leq -0.018\\4.500L&-0.018<L<0.018\\1.099L^{0.45}-0.099&L\geq 0.018\end{cases}}}
여기서 1.099는 1 + 5.5 * β = 1.099296826809442...의 값을 가지며, β는 0.018053968510807...의 값을 가지고, 0.099는 1.099 - 1이다.
YCC 인코딩 매트릭스는 변경되지 않으며, Rec. 709 또는 Rec. 601(매트릭스 계수 1 및 5)을 따를 수 있다.
비선형 R'G'B'601의 가능한 범위는 -1.0732와 2.0835 사이이며, R'G'B'709의 가능한 범위는 -1.1206과 2.1305 사이이다. 이는 B' 구성 요소에서 YCC 값이 "1, 1, any" 및 "254, 254, any"일 때 달성된다.
xvYCC709는 CIE 1976 u'v'의 37.19%를 커버하는 반면, BT.709는 33.24%만 커버한다.
마지막 단계는 값을 이진수로 인코딩하는 것이다(양자화). 이는 기본적으로 변경되지 않지만, 8비트 이상인 비트 깊이 n을 선택할 수 있다.
{\displaystyle {\begin{aligned}Y_{{\rm {xv}}\ n}&=\left\lfloor 2^{n-8}(219\times Y+16)\right\rceil \\Cb_{{\rm {xv}}\ n}&=\left\lfloor 2^{n-8}(224\times Cb+128)\right\rceil \\Cr_{{\rm {xv}}\ n}&=\left\lfloor 2^{n-8}(224\times Cr+128)\right\rceil \\\end{aligned}}}

### 예시
음수 기본 양이 허용되면, 기본 색역 밖에 있는 시안은 "녹색 더하기 파란색 빼기 빨간색"으로 인코딩될 수 있다. 16-255 Y 범위가 사용되고(255 값은 HDMI 표준에서 동기화를 위해 예약되어 있지만 파일에 있을 수 있음) Cb 및 Cr 값이 거의 제한되지 않으므로 0-255 RGB 공간 외부에 있는 많은 고채도 색상을 인코딩할 수 있다. 예를 들어, YCbCr이 255, 128, 128인 경우 전체 수준 YCbCr 인코딩(0-255)에서는 해당 R'G'B'가 255, 255, 255로 이 색 공간에서 인코딩 가능한 최대 휘도 값이다. 그러나 Y=255이고 Cr 및 Cb가 128이 아닌 경우, 이는 최대 휘도와 추가된 색상을 코딩한다. 하나의 기본색은 반드시 255를 초과해야 하며 R'G'B'로 변환될 수 없다. sRGB 공간을 초과하는 비디오 데이터 레벨이 잘리지 않도록 제작 중에 적응된 소프트웨어 및 하드웨어를 사용해야 한다. 이는 RGB 코어와 함께 작동하는 소프트웨어의 경우 거의 발생하지 않는다.
더 복잡한 예는 YCbCr BT.709 값 139, 151, 24(즉, RGB -21, 182, 181)이다. 이는 BT.709에는 색역 외이지만, sYCC 및 xvYCC709에는 그렇지 않으며, 이러한 값을 디스플레이 색역으로 변환하려면 XYZ(0.27018, 0.40327, 0.54109)로 변환한 다음 디스플레이 색역으로 변환해야 한다.
XYZ 매트릭스는 엔비디아 문서에 명시되어 있다.

## 채택
xvYCC 지원을 알리고 xvYCC의 색역 경계 정의를 전송하기 위한 메커니즘은 HDMI 1.3 사양에 정의되어 있다. xvYCC 데이터 자체를 전송하는 데는 새로운 메커니즘이 필요하지 않다. HDMI의 기존 YCbCr 형식과 호환되기 때문이다. 그러나 디스플레이는 색역 외 xvYCC 값을 수락할 준비가 되어 있음을 알리고(EDID의 색도 블록, 플래그 xvYCC709 및 xvYCC601), 소스는 AVI InfoFrame에서 사용 중인 실제 색역을 알리고 색역 메타데이터 패킷을 사용하여 디스플레이가 극단적인 색상을 자체 색역 제한에 지능적으로 적응하도록 도와야 한다.
이는 HDMI 1.3의 다른 새로운 색상 기능인 딥 컬러와 혼동해서는 안 된다. 이것은 밝기 및 색상 정보의 정밀도를 높이는 별도의 기능이며, xvYCC와는 독립적이다.
xvYCC는 DVD 비디오에서는 지원되지 않지만, 고화질 녹화 형식인 AVCHD, 플레이스테이션 3, 블루레이에서는 지원된다. 또한 소니 HDR-CX405와 같이 비디오를 소니의 XAVC 내에서 BT.709로 xvYCC로 태그하는 일부 카메라에서도 지원된다. 소니의 미러리스 카메라 대부분은 주로 사진 촬영을 목적으로 하지만 녹화된 비디오에도 이 태그를 지정한다.

## 역사
2013년 1월 7일, 소니그룹은 4K로 제작되고 1080p로 인코딩된 "Mastered in 4K" 블루레이 디스크 타이틀을 출시할 것이라고 발표했다. "Mastered in 4K" 1080p 블루레이 디스크 타이틀은 기존 블루레이 디스크 플레이어에서 재생할 수 있으며 xvYCC를 사용하여 더 큰 색 공간을 지원한다.
2013년 5월 30일, Eye IO는 자사의 인코딩 기술이 소니 픽처스 엔터테인먼트에 의해 라이선스되어 "소니 4K 비디오 언리미티드 서비스"와 함께 4K 울트라 HD 비디오를 제공한다고 발표했다. Eye IO는 비디오 자산을 3840 x 2160으로 인코딩하며 xvYCC 색 공간을 지원한다.

## 하드웨어 지원
다음 그래픽 하드웨어는 xvYCC를 지원하는 디스플레이 장치에 연결될 때 xvYCC 색 공간을 지원한다.
- AMD 모빌리티 라데온 HD 4000 시리즈 및 이후 모델
- AMD 라데온 HD 5000 시리즈 및 이후 모델
- 통합 그래픽이 장착된 AMD 785G, 880G 및 890GX 칩셋
- 일부 CPU에 통합된 인텔 HD 그래픽(펜티엄 G6950 및 셀러론 G1101 제외)
- 지포스 200 시리즈 및 이후 모델